# Гермерінг
Гермерінг (нім. Germering) — місто в Німеччині, розташоване в землі Баварія. Підпорядковується адміністративному округу Верхня Баварія. Входить до складу району Фюрстенфельдбрук.
Площа — 21,61 км2. Населення становить 40 511 ос. (станом на 31 грудня 2020).